# Clarin (Bohol)
Clarin ist eine philippinische Stadtgemeinde in der Provinz Bohol. Sie hat 20.301 Einwohner (Zensus 1. August 2015).

## Baranggays
Clarin ist politisch in 24 Baranggays unterteilt.

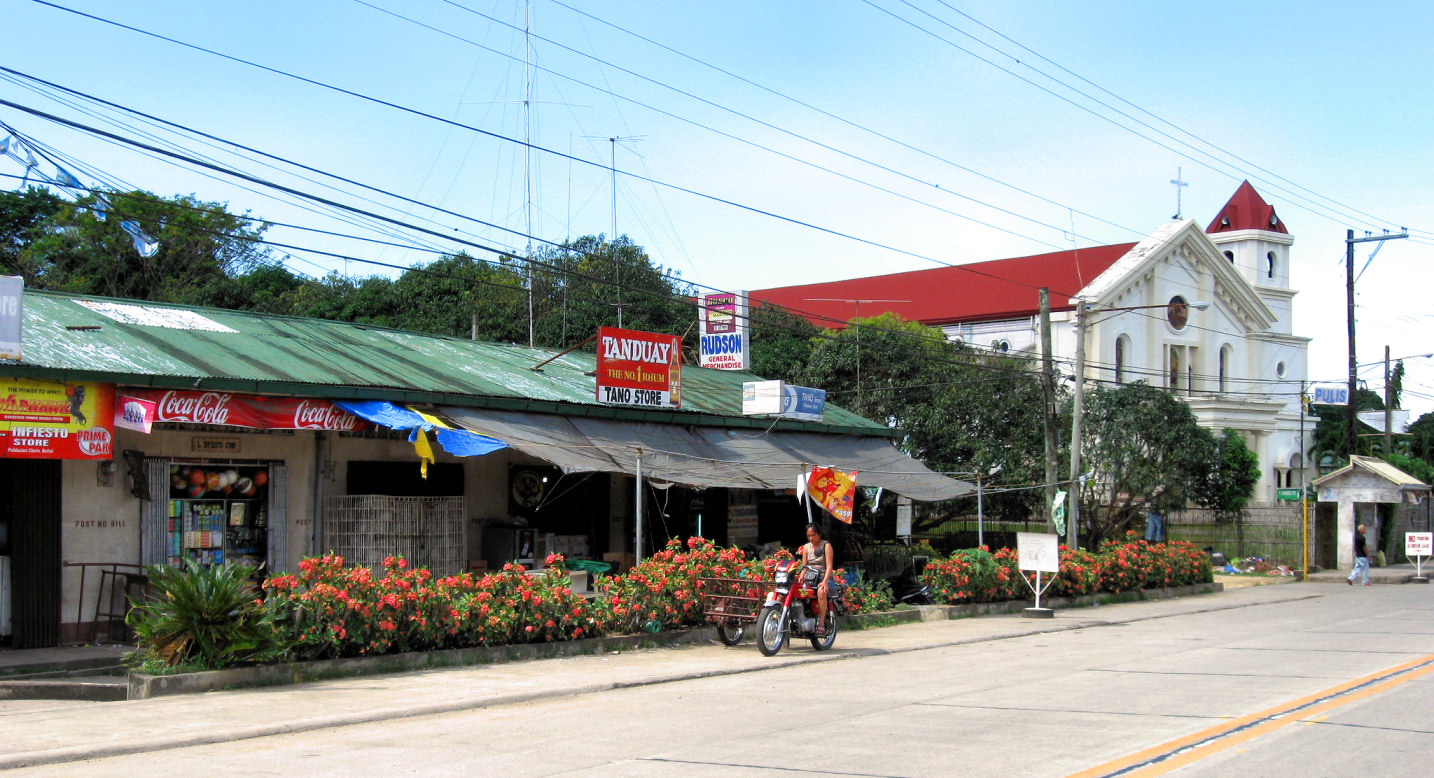
Poblacion

| - Bacani - Bogtongbod - Bonbon - Bontud - Buacao - Buangan - Cabog - Caboy - Caluwasan - Candajec - Cantoyoc - Comaang | - Danahao - Katipunan - Lajog - Mataub - Nahawan - Poblacion Centro - Poblacion Norte - Poblacion Sur - Tangaran - Tontunan - Tubod - Villaflor |